# Princ od Changyija
Princ od Changyija (昌邑王) (? – 59. prije Krista) bio je car Kine. Njegovo je osobno ime bilo Liu He (劉賀). Vladao je samo 27 dana 74. godine prije Krista.
Često se njegovo ime ne može naći na službenim popisima careva.
Ovaj je čovjek znan i kao markiz od Haihuna (海昏侯).
He je bio sin Liu Boa te unuk cara Wua. Bo je umro 86. prije Krista te ga je He naslijedio. He je tada vrlo vjerojatno bio tinejdžer.
Nakon smrti cara Wua 87. prije Krista He je po običajima trebao žalovati, ali je umjesto toga nastavio loviti. Isto je tako volio biti u društvu ljudi koji su bili vrlo vulgarni.
Kad je Heov stric, car Zhao, umro bez sinova, regent Huo Guang je razmišljao o tome koga će postaviti za cara. Jedan od kandidata bio je princ Liu Xu, princ od Guanglinga, ali je Huo ipak smatrao da taj nije dovoljno dobar da bi bio novi car Kine te je izabrao upravo Hea.
Čim je He čuo da će postati car, postao je iznimno veseo te je odmah krenuo u Chang'an. Njegova je družina išla tako brzo da su konji njegovih čuvara pali mrtvi od iscrpljenosti. Dok je još bio na putu, He je naredio lokalnim stanovnicima da mu daju piletine i da mu se neke žene daju za seks.
He je uskoro stigao u glavni grad te je postao car, ali ga je ubrzo svrgnuo Huo, koji je, zajedno s caricom Shangguang, smatrao da se He vrlo neprimjereno ponaša za jednog cara.
Huo je zatim Liu Bingyija učinio novim carem Xuanom; on je bio Heov bratić. Xuan je Hea učinio markizom, te je He umro kao markiz 59. prije po Kr. (dob 33), a naslijedio ga je sin, Liu Daizong, tijekom vladavine cara Yuana.